# ويليام نيل (لاعب دوري الرغبي)
ويليام نيل (بالإنجليزية: William Neill)‏ هو لاعب دوري الرغبي نيوزيلندي، ولد في 1884 في بادينغتون ‏ في أستراليا، وتوفي في 1964 في Bexley, New South Wales ‏ في أستراليا.